# Pimelodus punctatus
Pimelodus punctatus är en fiskart som först beskrevs av Meek och Hildebrand, 1913.  Pimelodus punctatus ingår i släktet Pimelodus och familjen Pimelodidae. Inga underarter finns listade i Catalogue of Life.